# Самана (Колумбия)
Самана (исп. Samaná) — город и муниципалитет в центральной части Колумбии, на территории департамента Кальдас. Входит в состав субрегиона Магдалена-Кальденсе.

## История
Поселение, из которого позднее вырос город, было основано 28 августа 1878 года и первоначально называлось Сан-Агустин (исп. San Agustín). Муниципалитет Самана был выделен в отдельную административную единицу 19 июня 1896 года.

## Географическое положение

Муниципалитет Самана

Город расположен в восточной части департамента, в пределах горной местности Центральной Кордильеры, к западу от реки Ла-Мьель, на расстоянии приблизительно 65 километров к северо-востоку от города Манисалес, административного центра департамента. Абсолютная высота — 1463 метра над уровнем моря.
Муниципалитет Самана граничит на западе с территорией муниципалитета Пенсильвания, на юге — с муниципалитетом Маркеталия, на юго-востоке — с муниципалитетом Виктория, на северо-востоке — с муниципалитетом Норкасия, на севере — с территорией департамента Антьокия. Площадь муниципалитета составляет 761,02 км².

## Население
По данным Национального административного департамента статистики Колумбии, совокупная численность населения города и муниципалитета в 2024 году составляла 21 415 человека.
Динамика численности населения муниципалитета по годам:
| 2005   | 2010   | 2015   | 2020   | 2021   | 2022   | 2023   | 2024   |
| ------ | ------ | ------ | ------ | ------ | ------ | ------ | ------ |
| 25 649 | 25 727 | 25 777 | 20 912 | 21 054 | 21 171 | 21 292 | 21 415 |

## Экономика
Большинство трудоспособного населения занято в сельском хозяйстве, главным образом в выращивании кофе и сахарного тростника.